# Бернам (Пенсилванија)
Бернам (енгл. Burnham) град је у америчкој савезној држави Пенсилванија.

## Демографија
По попису из 2010. године број становника је 2.054, што је 90 (-4,2%) становника мање него 2000. године.
| Група             | 2000.         | 2010.         |
| Белци             | 2.120 (98,9%) | 1.998 (97,3%) |
| Афроамериканци    | 7 (0,3%)      | 8 (0,4%)      |
| Азијати           | 3 (0,1%)      | 4 (0,2%)      |
| Хиспаноамериканци | 7 (0,3%)      | 31 (1,5%)     |
| Укупно            | 2.144         | 2.054         |